# La Planche
La Planche är en kommun i departementet Loire-Atlantique i regionen Pays de la Loire i nordvästra Frankrike. Kommunen ligger i kantonen Aigrefeuille-sur-Maine som tillhör arrondissementet Nantes. År 2022 hade La Planche 2 802 invånare.

## Befolkningsutveckling
Antalet invånare i kommunen La Planche
| Referens: INSEE |